# Mode under 1860-talet

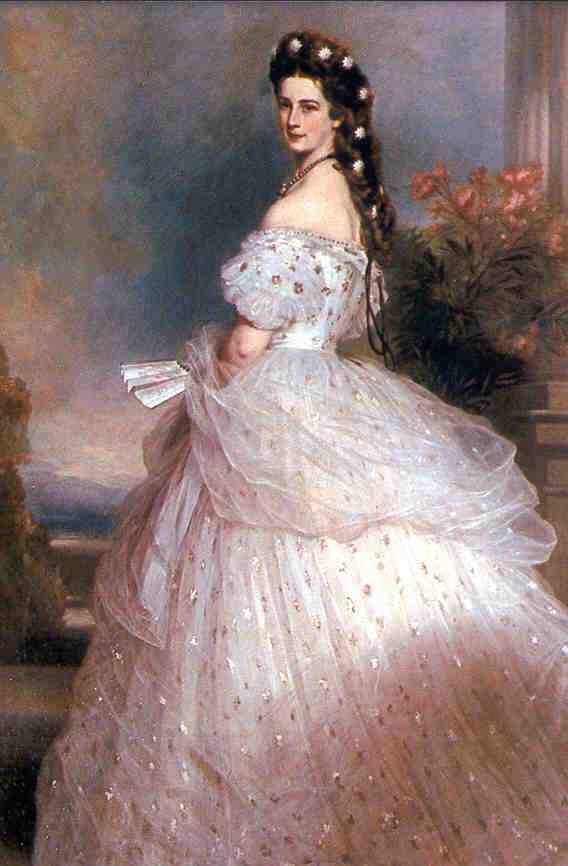
Winterhalter Elisabeth

Mode under 1860-talet syftar på modet under perioden mellan 1860 och 1870. Under denna tidsperiod var mode ett västerländskt fenomen, eftersom klädedräkten i andra delar av världen under denna tidsperiod bestod av en etnisk och kulturell klädedräkt, som inte genomgick förändringar efter modets växlingar på det sätt som skedde i Europa. 
Modet dikterades under denna tid fortfarande av Europas modeindustri. 

## Allmänt
Under 1860-talet dominerades dammodet fortfarande av krinolinen. Denna ändrade nu form och förvandlades så småningom till en halvkrinolin, som 1870 hade utvecklats till turnyren.
Herrmodet fullföljde i kontrast sin utveckling till en uniformsliknande mörk kostym. Konfektionsindustrin började under denna tid framställa kostymer och uniformer och framför allt mansplagg, vilket därmed också sågs som produkter av en effektiv industrialiserad tidsålder, medan det mer komplicerad dammodet däremot inte kunde framställas av konfektionsindustrin utan krävde sömmerskor och skräddare.
Vid denna tid uppkom en ny konsumtionskultur genom varuhusen som erbjöd färdiga tyger och konfektionsprodukter runtom i Europa: den kvinnliga modedräkten var ännu inte konfektionstillverkad, men för kvinnor blev det nu modernt att konsumera tyger och andra modeprodukter i de nya varuhus som uppstod.

## Dammode

### Klädedräkt
Under 1860-talet blev volangerna omoderna, och kjolen dekorerades istället med spetsar, applikationer, tofsar och band lagda i geometriska mönster. Medan 1850-talet kännetecknades av volanger, var det draperingar som blev 1860-talets stora modefluga.  
Krinolinen ändrade form från 1850-talets cirkelrunda krinolin till 1860-talets triangulära. Från cirka 1862 minskade den i omfång på framsidan och blev slät över höfterna, och vidden koncentrerades istället alltmer på nederdelen och över baksidan, där det blev modernt med ett släp. Under 1860-talets gång drogs vidden för varje år alltmer bort från framsidan och sidorna till baksidan, och förvandlades till en halvkrinolin och slutligen 1870 till en turnyr. De draperingar som var moderna vid denna tid underströk denna ändrade form genom att drapera en överkjol över en undre kjol till ett släp bakåt. 
Livet förändrades från en låg spetsig midja till ett rakt avskuret liv, gärna med skärp. Samtidigt som krinolinen ändrade form, höjdes midjan gradvis och blev allt kortare, och i slutet av 1860-talet hade den höga empirmidjan återkommit, med ett skärp strax under bysten. Den midjelösa prinsesskärningen blev modern under denna tid, och användes gärna till jackor och överplagg. 
Pagodaärmen var fortfarande modern, men ersattes gradvis av den snäva ärmen, gärna med en dekoration på överarmen.
Den stora innovationen under 1860-talet var att kvinnor nu började bära blus och kjol, efter att tidigare enbart ha burit klänningar. Kvinnoblusen var en innovation som hämtat inspiration från Garibaldis berömda skjorta 1860, och kombinationen blus och kjol blev från den här tiden ett populärt vardagsplagg. 
Under denna tid utvecklades de kemiska anilinfärgerna. De gjorde det möjligt och billigt med ett stort antal intensiva färger till kläder, och 1860-talet blev känt för sina starka och intensiva chockfärger. Lila var en stor modefärg, liksom rött, smaragdgrönt, intensivt blått och rutigt i flera starka färger.  

### Hår och huvudbonad
Chinjongen var fortsatt modern, men håret sattes nu upp högre på bakhuvudet snarare än i nacken, och chinjongen kunde ersättas av korkskruvslockar. Bahytten blev omodern och ersattes av kapotthatten, som knöts under hakan precis som bahytten men som saknade skärmar och bara satt fast ovanpå huvudet och bakhuvudet, oftast med riklig dekor. Ett informellt alternativ var den bredbrättade hatten, som sågs som djärv, och helst bars till fritidsdräkt på landet. 

### Bildgalleri

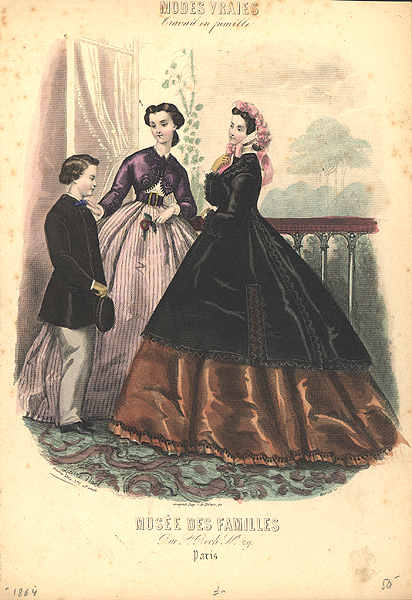
Fashion plate 1864.
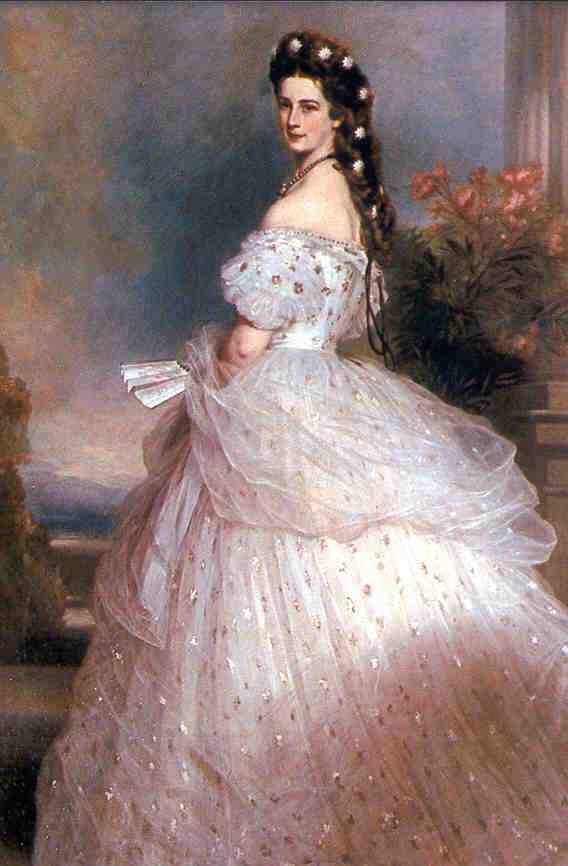
Winterhalter Elisabeth
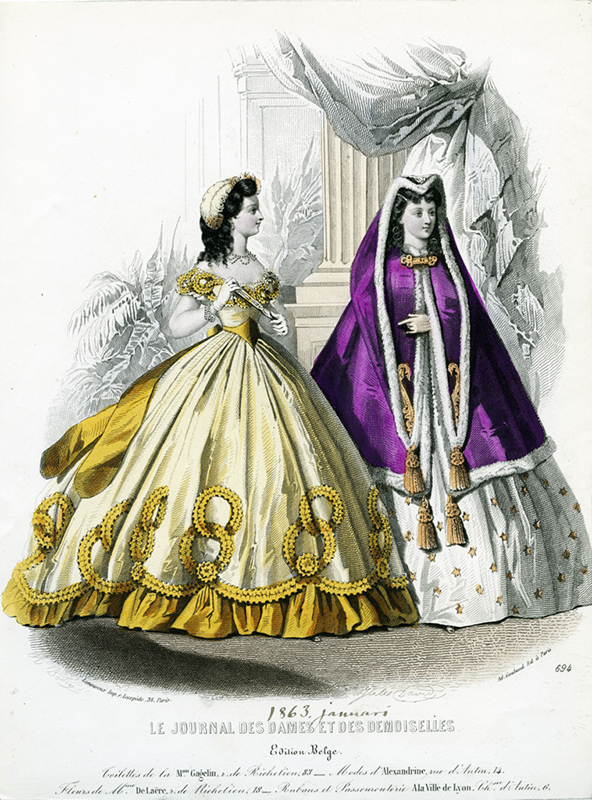
Tryck. Modebild från Le Journal des dames et des demoiselles. Januari 1863. Klänningar - Nordiska Museet - NMA.0052107
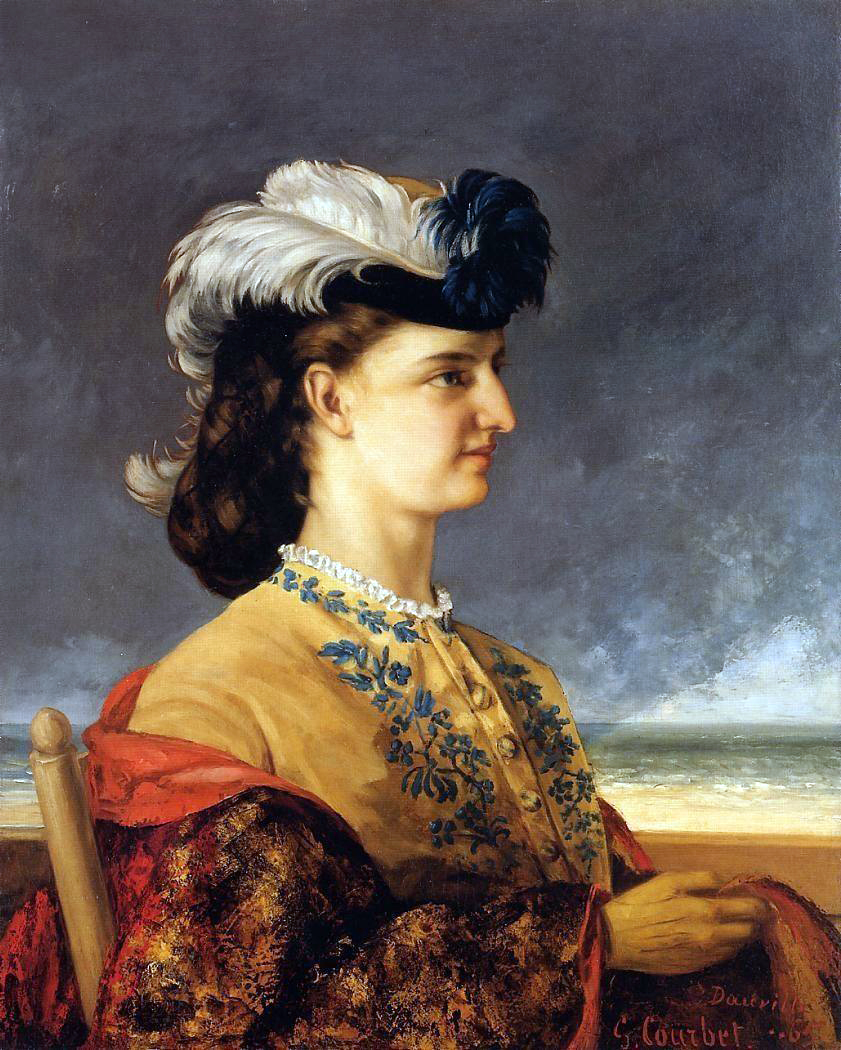
Courbet.karoly.550pix
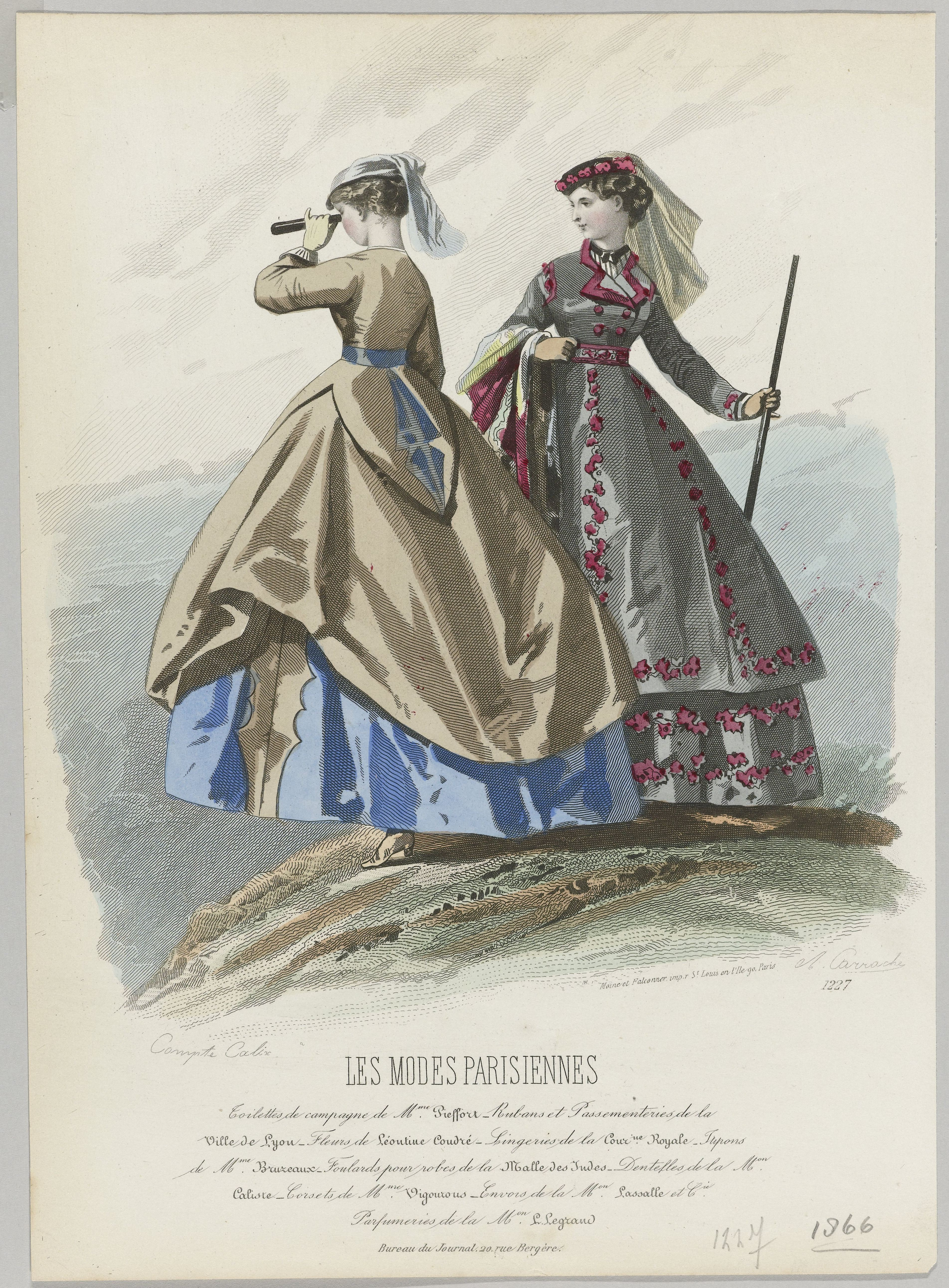
Een explosie van modetijdschriften Les Modes Parisiennes, 1866, No. 1227 Toilettes de campagn, RP-P-2009-3501
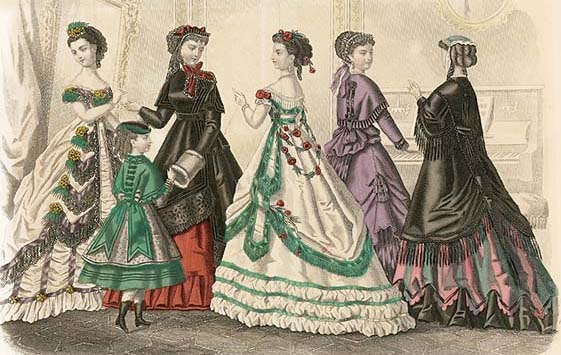
Godesy fashion plate 1869

## Herrmode
Mannens klädedräkt hade aldrig varit mer diskret; helt mörk, även vad gällde väst och halsduk, med hög hatt, utan färg, och med en rock som nu knäpptes runt hela framsidan så varken väst eller byxor syntes; långbyxorna var vida. Dock hade männen påverkats av dammodet så även män nu i många fall använde korsett. Håret var kort och slätkammat, och det hade också blivit modernt med mustascher och skägg. Det var också nu slipsen utvecklades.

### Klädedräkt
1860-talet herrmode ändrades obetydligt från 1850-talet. Detta var också en period när mode betraktades som något omanligt. 
Den tredelade kostymen, som kommit under 1850-talet men som då hade ansetts lågklassig, slog nu igenom som en accepterad standardkostym för män i alla samhällsklasser. 
Det blev också gradvis accepterat för män att bära kavaj, väst och byxor i samma tyg och färg, även bland män som tidigare hade sett detta som ett tecken på fattigdom. Därmed försvann färgen även från västen, och mannen var oftast klädd i helfärgat svart, grått eller brunt. Västen syntes nu knappast under den knäppta kavajen, och räckte numera ända upp till strax under kragen. 
Den enda färgklicken i en herrdräkt var nu vanligen kravatten, som ofta kunde vara av färgat siden. Till fritidsklädsel bars dock gärna vitt, som kunde tillåtas skifta i gult. 
Bonjour bars fortfarande, men nu endast vid de mest formella tillfällen som högtidsdräkt. Frack bars till aftonklädsel. 
Byxor bars fortfarande gärna i annan färg än kavajen, och då gärna rutiga eller randiga. Under 1860-talet var rutigt enormt populärt: det var också nästan den enda typ av mönstrade tyger som var accepterat för män.  
Det var under denna tid som sportkläder av olika slag blev populärt. Fritidskläder kunde vara i tweed eller ljust ylle. 
Hemmaklädselns lösa rock, banyan, var det enda mansplagg som kunde göras i färgrika och mönstrade tyger under denna tid, och var ofta i färgstarka broderade siden och satintyger. För att undvika att banyan skulle kallas feminin - då allt färggrant nu ansågs feminint - framhölls att banyans var färgrika för att de var i orientalisk stil. 

### Hår och huvudbonad
Cylinderhattarna var som högst, men parallellt blev också en rad andra hattmodeller acceptabla alternativ för en man, bland dem plommonstopet. Håret klipptes nu allt kortare. Garibaldi gjorde att helskägget blev enormt populärt vid denna tid, med stora polisonger. 

### Bildgalleri

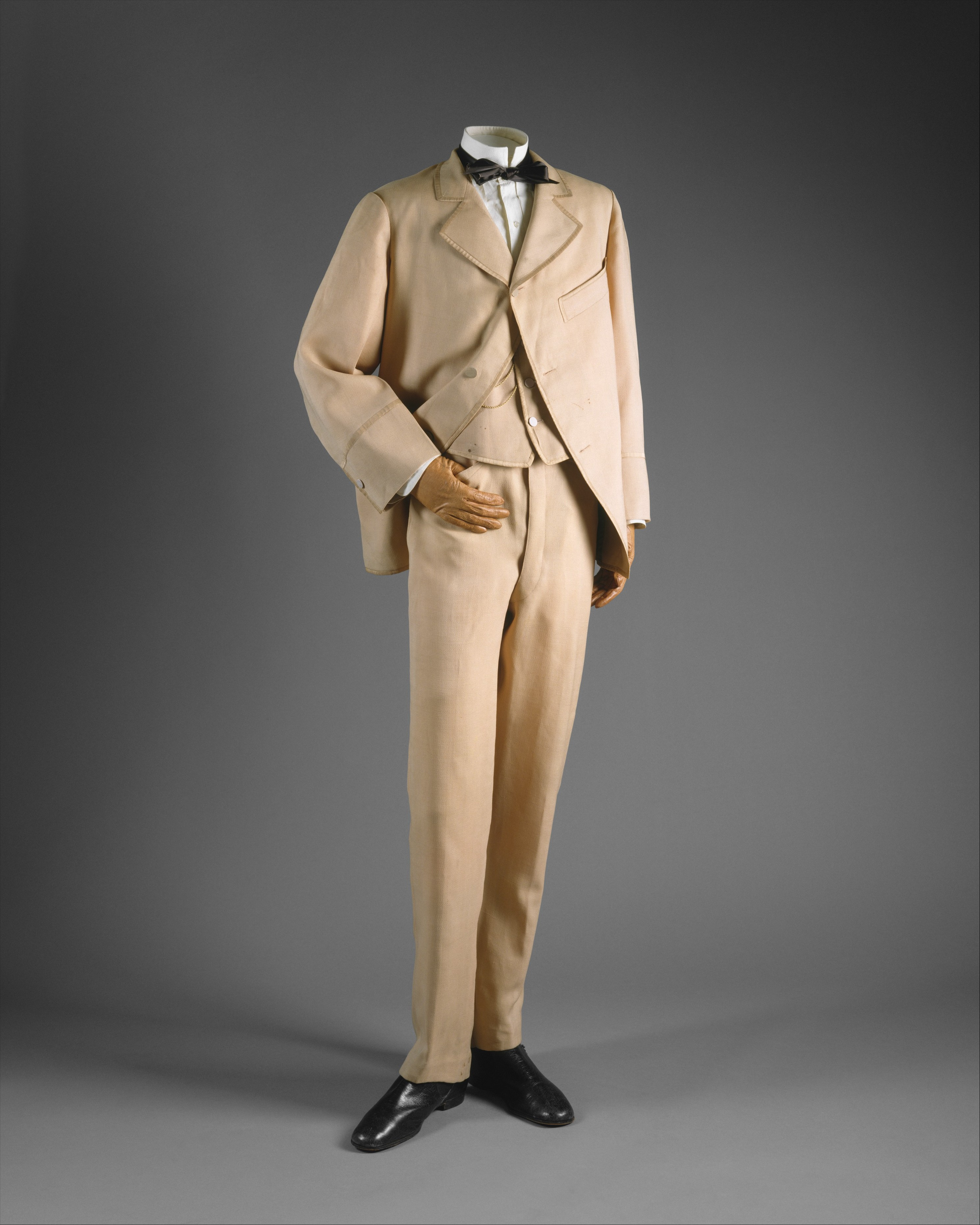
Suit MET DT8297
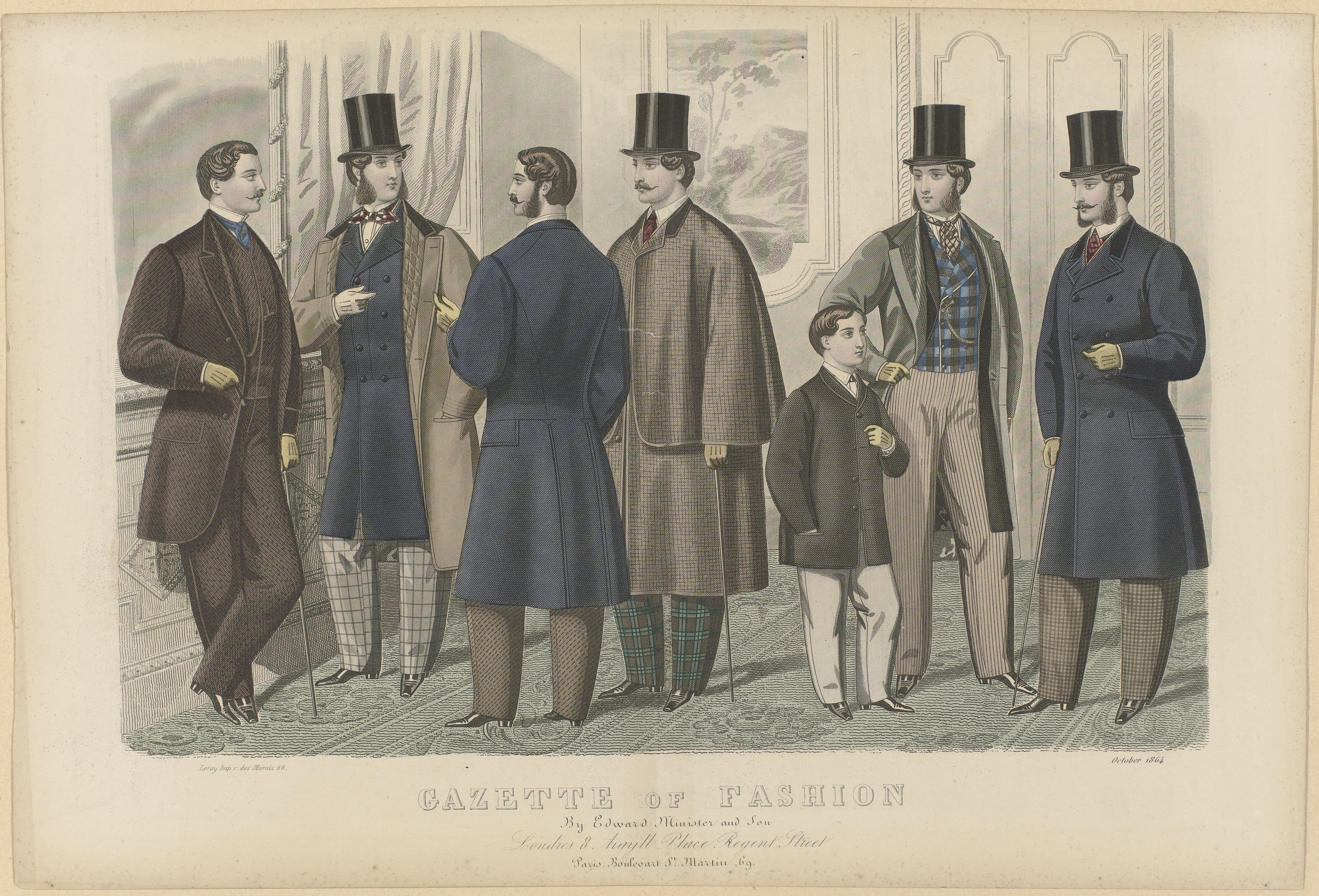
Gazette of Fashion, October 1864, RP-P-2009-2673